# Одржавање живота
Одржавање живота, у начелу, је реанимациони поступак који има за циљ да се применом хитних процедура и третманима код болести које угрожавају живот потпомогне угроженој особи да одржи виталне функције до пружања одговарајуће медицинске помоћи. Овај поступак подразумева пре свега уклањање гушења, заустављање крварења, дефибрилацију срца и КПР, а све у циљу да се обезбеди оксигенација крви у плућима и њено, допремање до ткива и органа, пре свега до ћелија мозга које су најосетљивије на исхемију и хипоксију. Према томе одржавање живота обухвата спровођење читавог низа мера које су повезане са спасавањем живот у разним по живот угрожавајућим ситуацијама, које нису увек ограничене смао на рад срца, већ и на шлог, дављење, гушење, случајне повреде, насиља, озбиљне алергијске реакције, опекотине, хипотермију, порођајне компликације, предозирање лековима, интоксикацију алкохолом итд.
У 21. веку, као део опште културе једног друштва и савременог човека, постало је неопходно познавање мера основног одржавања живота (као једне од важних карика у пружању прве помоћи код потуног престанка срчаног рада или претећег престанка срчаног рада, или у другим хитним стањима). На то пре свге указују ове чињенице, да након изненадног срчаног застоја мозак може преживети само три до пет минута без кисеоника, што је много мање времена, од оног које прође до доласка хитне медицинске помоћи. Због тога данас од 10 жртава срчаног застоја преживи само једна. Међутим, грађани (пре свега добро обучени) могу у великој мери помоћи и промени ове поражавајуће статистике. Наиме, срчани застој у 60-70% случајева догађа се код куће, а укућани су у чак 60-80% случајева сведоцима срчанога застоја. Ако одмах започну са одржавањем живота жртве могућност за његово преживљавање и потпун неуролошки опоравак повећава се за 2 до 4 пута.

## Основна начела
Интервенције које чине успешним исход одржавања живота могу се приказати као „ланац преживљавања” састављен од четири карике. Ланац је онолико јак колико је јака његова најслабија карика. Зато је веома важно не само да све четири карике у „ланцу преживљавања” буду јаке већ и чврсто међусобно повезане- А те „карике” су:
1. Рано препознавање и позивање помоћи.
2. Рана кардиопулмонална реанимација (КПР).
3. Рана дефибрилација срца.
4. Постреанимационе мере и поступци.

## Најчешћа стања у којима се примењује одржавање живота
Одржавање живота може спасити животе у различитим околностима које укључују; изоловане несреће и изненадне болести, природне катастрофе, рат и друге јавне ванредне ситуације са вишеструким бројем жртава. Ситуације које најчешће захтевају примену неке од метода одржавања живота укључују:
- Изненадни срчани удар
- Поремећаје срчаног ритма (фибрилација срчаних комора или преткомора)
- Дављење и/или гушење
- Задесне повреде и/или насиље
- Покушај самоубиства
- Тешке алергијске реакције (анафилакса)
- Опекотине
- Хипотермија
- Порођај у ванболничким условима рађања и невборн компликације
- Предозирање лекова
- Тровање алкохолом и/или психоактивним супстанцама.

Церебрална (мождана) хипоксија - недостатак кисеоника у мозгу због поремећаја у раду срца или респираторне инсуфицијенције, најчешће захтева одржавање живота, јер у мозгу настају трајна оштећење након недостатка кисеоника у року од само неколико минута након срчаног удара, плућне инсуфицијенције и друагих акутних стања, тако да без примене вештачког дисања, жртва може умрети у року од 8-10 минута.
Церебралну хипоксију може бити узрокована срчани удар, утапање, шок, дављење, гушење, траума главе, тровање угљен-моноксидом, или компликације у општој анестезији. Само у Сједињеним Америчким Државама, одржавање живота се примењује код око 300.000 жртава срчаног удар ван болнице сваке године.

## Мере и поступци за одржавање живота
Одржавање живота је први или најнижи ниво медицинске неге, иза кога следе кардиопулмонална реанимације и други облици интензивне неге. Иако су здравствени радници и медицинске техничари хитне службе обучени за активно спровођење мера одржавања живота, често је неопходно овај поступак обезбедити, тј започети и на лицу места од стране чланова породице или случајних пролазника, до одласка у хитну помоћ или током чекања доласка службе хитне помоћи. 
Спровођење мера одржавање живота такође је предвиђено у амбуланти, или у транспортном средству на путу до болнице. Опрема и материјал који су на располагању хитним службама за одржавање живота, на терену или у амбуланти укључују; дефибрилатор, апарат за терапију кисеоником, инфузионе течности, крвне производе, лекове за подршку крвног притиска и пулса, сузбијање напада, антимикробне лекове итд.

## Компликације
Иако одржавање живота правовремном применом реанимације штеди на хиљаде живота, реаниматор често не успава да спаси живот жртве или не успе да му обезбеди одговарајући квалитет живота. 
И поред тога што се дисање и рад срца реанимацијом може успоставити, дуготрајна оштећења (секвеле) настале услед губитка кисеоника у мозгу нису неуобичајене. 
Успешна реанимације може, отклонити застој срца и дисања, али унесрећеног може увести у кому. Такође у току реанимације може да настане оштећење ребара, јетре, плућа и срце.
Још једна компликација у одржавање живота може да проистекне из одбијања пружања основних мера животне подршке, укључујући вештачку храну, трансфузију крви и хидратацију, под одређеним околностима од стране болесника који свесно жели да себе лиши живота одбијањем даљег одржавања у животу. Наиме таква лица сматрају да право на живот укључује и право на смрт, и сматрају да је за њих хуманије да буду лишена одржавања живота због, неизлечивог стања болести, тешке патње итд.

## Етички принципи одржавања живота
Како технологија у области медицине све више наставља да напредује, тако су и многе методе и апарати за реанимацију доступни у свим областима здравствене заштите, и на јавним местима (нпр дефибрилатори на аеродромима, у шопинг центрима, спортским објектима итд). Међутим имајући у виду етичке норме и поштовања према пацијентов аутономији, пацијенти и њихове породице, у свету се све више јавља став да они могу да доносе сопствене одлуке о начину лечења и сопственом животу или да себи убрзају смрт.
Када су пацијенти и њихове породице приморани да доносе одлуке које се тичу одржавања живота по типу; „свршавања са животом” („end-of-life”) или одбијања хитних интервенција, често се јављају бројне етичке дилеме. Када је пацијент смртно болестан или је задобио тешку повреде, медицинске нтервенције могу спасити или продужити његов живот, јер су такве терапикске методе доступне. Међутим породице су често суочене са моралним питањем да ли или не лечити пацијента? Између 60 и 70% тешких болесника неће моћи да одлучи о себе да ли или не желе да ограничи третман, укључујући и мере за одржавање живота. Тако да они уступају доношење ове тешке одлуке вољеним члановима породице.
Пацијенти и чланови породице који желе да ограниче лечење предвиђен у оквиру одржавања живота могу да донесу одлуку да се даљи процес оживљавања, или интубација, а тиме и одржавања живота, у договору са пацијентовим лекаром не настави, јер не желе да продуже процес умирања. 
Генерално гледано прва група метода одржавања живота, која у одређеним ситуацима може бити неприхватљиве за пацијенате и њихове породице:
- вештачко дисање, јер може довести до трајног оштећења организма,[8]
- примена КПР код пацијената који имају лош квалитет живота пре реанимације (нпр тешки неизлечиви болесници од малигних болести)
- интубација, која може да оштети дисајне путев,

Друга врста одржавања живота која представља етички аргумент и може бити разлог одбијања је вештачка исхрана и рехидрација. Одлука о вештачкој хидратацији и исхрани један је од највећих етичких изазов када је у питању одлука о престанку одржавања живота. Године 1990, Врховни суд САД пресудио је да се вештачка исхрана и хидратација битно не разликује од осталих третмана за одржавање живота. Због тога, вештачка исхрана и хидратација не може да да буде одбијен од стране пацијента или њихових чланова породице. Особа не може да живи без хране и воде, и због тога, се у одлуци тврди да је ускраћивање хране и воде слично чину убијањања пацијенти или доношењу одлука да он умре. Овај тип добровољне смрти је заправо по медицинском праву истоветан са другим облицима пасивне еутаназије.
Проблем искључивања апарата за одржавање живота
Од проблема еутаназије треба разликовати проблем искључивања апарата за реанимацију и одржавање појединих животних функција код болесника за које се утврди да више немају изгледа да се поврате у стварни живот. Овакви болесници понекад по више година остају укључени на апарате помоћу којих се вештачки одржавају неке њихове животне функције, и поред тога што то почиње да губи свој прави смисао, јер су ишчезли изгледи њиховог излечења. У таквим случајевима поставља се питање ко и када може да одлучи о искључењу апарата, при чему се мора имати у виду и потреба за коришћење тих апарата код других случајеве са бољим перспективама за излечење? Решење, као и одлука о престанку одржавања живота  своди се на то како утврдити да ли је нечији живот заиста престао и да ли има макар најмањих шанси за повраћај у прави живот. То захтева и прецизно одређење границе између живота и смрти. Јер докле год постоји живот, ма какав он био, постоји право на живот и оно се мора поштовати. Елементи који карактеришу живот човека као објекат кривично-правне заштите одређују истовремено и оквире те заштите. Међутим, њен пуни смисао са гледишта права на живот добија се тек у склопу кривично-правне заштите и свих других људских права која одређују садржај и квалитет живота човека. Право на живот мора истовремено значити и право на живот достојан човека. Остварење тог циља у заштитној функцији мора да тежи и савремено кривично право и да се у том правцу развија.